# Língua uelémeda
O uelémeda (Tawəlləmmət) é a maior das línguas tuaregues no ramo berbere da família das línguas afro-asiáticas. Geralmente é uma das duas línguas classificadas dentro de uma língua chamada tamajaque, a outra sendo o língua tamajeq. Uelémeda é a língua do povo tuaregue Wellemmedan. É falado em Mali, Níger e partes do norte Nigéria por aproximadamente 801 mil pessoas..

Onde se fala uelémeda